# Renault Pars

Firmenlogo der Renault Pars

Die Renault Pars ist ein seit dem  16. Esfand 1382 (Gregorianischer Kalender: 16. März 2004) existierender Automobilhersteller mit Unternehmenssitz in Teheran, Iran.

## Beschreibung
Das Unternehmen entstand als ein Joint Venture zwischen den beiden größten iranischen Automobilherstellern Societe Anonyme Iranienne de Production des Automobiles und Iran Khodro und stellt damit erstmals eine offizielle Niederlassung des Renault-Konzerns im Iran. Renault beteiligt sich mit einem Anteil von 51 Prozent an der Renault Pars. Die restlichen 49 Prozent dagegen übernimmt die iranische Industrial Development & Renovation Organization. Aber auch die Automotive Industry Development Company ist für das Unternehmen einer der wichtigen Partner im Iran. Der Vertrieb der Fahrzeuge wird über die Händlernetzwerke der SAIPA wie auch der Iran Khodro abgewickelt.
Zur Stufenhecklimousine Renault Logan Tondar 90 wie auch dessen Kombivariante Renault Logan Tondar 90 Van übernimmt die Renault Pars auf ihrer Webseite auch den Vertrieb des Renault Koleos und den des Renault Latitude, die beide bei der Iran Khodro hergestellt werden. Eine Besonderheit ist der Koleos, der nach Angaben des Herstellers um 534 Millimeter kürzer, dafür aber 170 Millimeter breiter ist als das in Südkorea von der Renault Samsung Motors produzierte Modell. Die verwendeten Ottomotoren des Typs Full TR25 16V entsprechen der Euro-IV-Abgasnorm und haben eine angegebene Leistung von 75 Kilowatt. Den Latitude gibt es im Iran mit einem 174 Kilowatt starken V6-Motor mit einem Hubraum von 3498 cm³. Auch dieser entspricht der Euro-IV-Abgasnorm.
Parallel zur Montage des damaligen Renault L90 begann unter der Regie des neuen Unternehmens die des Renault Mégane der zweiten Generation beim Partnerunternehmen Pars Khodro. Den Mégane gibt es je nach gewähltem Motor in den Modellvarianten 1600 BVM mit 1598 cm³ Hubraum und einer Leistung von 82 Kilowatt oder als 2000 BVA mit einem Hubraum von 2000 cm³ und einer Leistung von 98,5 Kilowatt. Beide Ottomotoren entsprechen der Euro-III-Abgasnorm.
Ein weiteres Modell das im Iran gebaut wird, ist der Kleinwagen namens Renault New PK, der auf dem Renault 5 basiert. Bereits eingestellt wurde dagegen die Produktion des Renault 21, der das erste von der Iran Khodro gebaute Renault-Modell war.

## Modellübersicht
| Foto            | Modellnamen                                                   | Beschreibung |
| --------------- | ------------------------------------------------------------- | --- |
|                 | 2004 bis 2005: Renault L90 seit 2005: Renault Logan Tondar 90 | Zeitgleich mit der Gründung begann das Unternehmen die Montage des Renault L90, der aber bereits im Folgejahr in Renault Logan Tondar 90 umbenannt worden war. Die verwendeten Teile stammten zunächst alle aus der rumänischen Produktion der S.C. Automobile Dacia S.A. Erst seit 2006 werden rund fünfzig Prozent der benötigten Komponenten im Iran hergestellt. Rund 33 Prozent Marktanteil konnte die Marke Renault mit der Einführung des Logan Tondar 90 bereits innerhalb der ersten drei Jahre dazugewinnen. Die Produktion liegt bei 300.000 Einheiten pro Jahr. Zur Wahl steht der Tondar 90 als viertürige Stufenhecklimousine in den Ausführungen STD, DLX und SLX. Alle drei Varianten haben eine Länge von 4250 Millimeter und sind 1975 Millimeter breit. Sie haben einen vierzylindrigen Ottomotor des Typs K4M 690. Dieser hat einen Hubraum von 1598 cm³ und eine Leistung von 76 Kilowatt. Der Motor entspricht der Euro-III-Abgasnorm. . Die optischen Unterschiede der einzelnen Modellvarianten sind deutlicher zu erkennen. So sind Kühlergrill, Außenspiegel wie auch Front- und Heckstoßstangen des STD aus schwarzem Kunststoff gefertigt. Beim DLX dagegen wird der untere Teil der Stoßstangen in der Wagenfarbe lackiert. Lediglich das obere Drittel der Stoßstangen wie auch der Kühlergrill und die Außenspiegel bestehen aus schwarzem Kunststoff. Beim SLX wird auch der Kühlergrill in der Wagenfarbe lackiert. |
| Dacia Logan MCV | seit 2008: Renault Logan Tondar 90 Van                        | Der Renault Logan Tondar 90 Van wird seit dem Spätjahr 2008 gebaut und entspricht optisch dem europäischen Dacia Logan MCV aus den Modelljahren von 2006 bis 2009, hat aber dieselben Außenmaße und den gleichen Motor mit 76 kW wie die iranische Stufenhecklimousine. Den Van gibt es allerdings nur in einer einzigen Ausstattungsvariante, die sich geringfügig von der Stufenhecklimousine unterscheidet. Renault-intern wird der Kombinationskraftwagen auch als R90 bezeichnet. |